# Réserve naturelle régionale de la Loire bourguignonne
La réserve naturelle régionale de la Loire bourguignonne (RNR304) est une réserve naturelle régionale située en Bourgogne-Franche-Comté. Classée en 2015, elle occupe une surface de 739,68 hectares et protège un secteur du cours de la Loire.

## Localisation

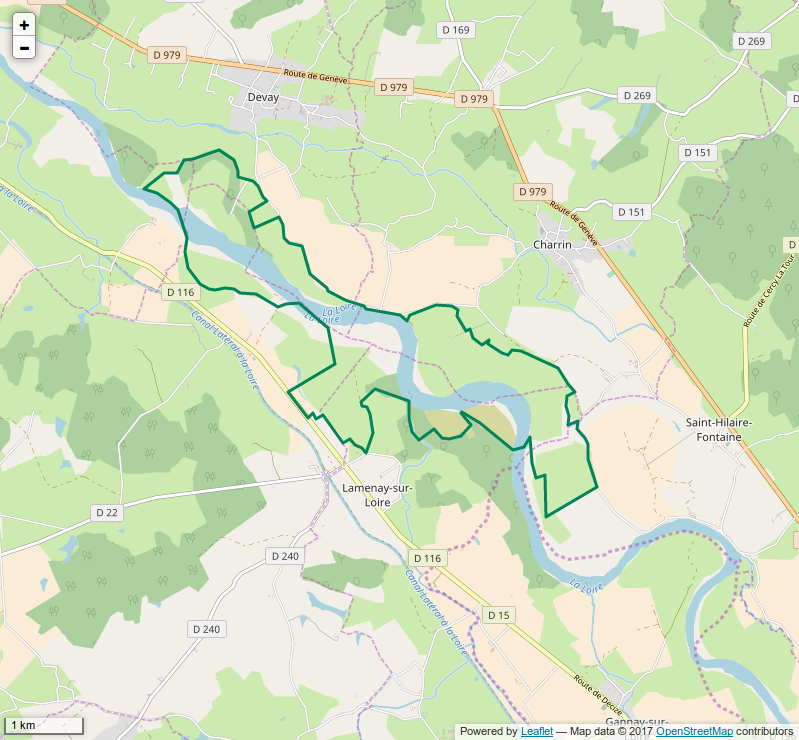
Périmètre de la réserve naturelle.

Le territoire de la réserve naturelle est dans le département de la Nièvre, sur les communes de Charrin, Cossaye, Decize, Devay, Lamenay-sur-Loire, Saint-Hilaire-Fontaine.

## Écologie (biodiversité, intérêt écopaysager…)
Le paysage de plaine alluviale sableuse est modelé par le régime fluvial de la Loire. Ces dynamiques particulières façonnent 31 habitats naturels différents dont 13 sont patrimoniaux. De plus, les activités agricoles pastorales participent à la diversification des habitats.

### Flore
La réserve comporte 532 espèces végétales dont 88 sont rares, très rares ou extrêmement rares. Parmi ces raretés à l'échelle de la Bourgogne il y a le Gaillet divariqué et la Renoncule à pinceau. La présence de Piloselle de la Loire, espèce endémique, est recensée,.

### Faune
La réserve est le territoire de 22 espèces animales protégées à l'échelle nationale. Il s'agit d'un site de nidification pour des oiseaux nichant sur les grèves tels que l’œdicnème criard, la Sterne pierregarin et la Sterne naine.

## Administration, plan de gestion, règlement

### Outils et statut juridique
La réserve naturelle a été créée par une délibération du Conseil régional du 13 novembre 2015.